# Almorawidzi
Almorawidzi (arab. المرابطون al-Murabitun) – ruch religijny, później dynastia berberyjska z Sahary. Nazwa al-Murabitun oznacza mieszkańcy klasztoru (ribat – klasztor).

## Historia
W roku 1048 na czele berberyjskiego plemienia Lamtuna, które przyjęło islam w X wieku, stanął Jahja ibn Umar z plemienia Godalów. Podczas pielgrzymki do Mekki Jahja spotkał w Kairuanie arabskiego uczonego Abu Imrana. Jahja i jego towarzysze poprosili mędrca, aby oddał im jednego ze swoich uczniów, który pomógłby oświecić ich rodaków w zasadach islamu. Wybór padł na Abdullaha ibn Jasina (Abd Allāh Ibn Yāsīn). Po śmierci Jahji ibn Umara, wśród Berberów Lamtuna wybuchł bunt przeciwko zbyt surowym wymogom nauk Ibn Jasina. Wypędzony kaznodzieja wraz z grupą wyznawców schronił się na pustyni, następnie u wybrzeży dzisiejszej Mauretanii na wyspie Tidra zbudował pierwszy ribat. Ibn Jasin zginął w 1059 w jednej z pierwszych potyczek rozpętanej przez siebie wojny przeciw niewiernym – dżihadu. Zastąpił go Abu Bakr ibn Umar – założyciel Marrakeszu. Przywódca ten w krótkim czasie uformował karną armię neofitów, po czym w 1070 roku wyruszył tłumić powstania na Saharze. W Maroku zastąpił go stryj Jusuf ibn Taszfin, który jednak wykorzystał nieobecność bratanka do umocnienia swojej władzy. Pod rządami Jusufa ibn Taszfina, założyciela nowego rodu Taszfinidów, Maroko i zachodnia Algieria połączyły się, tworząc królestwo Tilimsan (1080), a Almorawidzi podbili znaczną część Afryki północnej i południową Hiszpanię. 

### Podbój Sahelu
Kiedy Abu Bakr wrócił do kraju, nie mógł już z powrotem objąć przywództwa. Zrezygnował jednak z walki przeciw stryjowi i wycofał się z powrotem na Saharę. Tam walczył przeciw pogańskim plemionom, a w roku 1076 zaatakował królestwo Ghany ze stolicą w Kumbi Salih. Tak zaczęła się islamizacja plemion znad Nigru.

### Al-Andalus
W roku 1086, Ibn Taszfin został zaproszony przez arabskich książąt rządzących w południowej Hiszpanii, do walki przeciw Alfonsowi VI Kastylijskiemu. Po przybyciu na kontynent 30 czerwca tego samego roku, wojsko Ibn Taszfina połączyło się z armiami książąt Sewilli, Granady, Malagi i Badajozu, żeby 23 października zadać sromotną klęskę Alfonsowi VI Kastylijskiemu w bitwie pod Sagrajas niedaleko Badajozu. Następnie Ibn Taszfin powrócił do północnej Afryki, aby uporządkować sprawy własnego państwa.
W roku 1089 został ponownie wezwany na południe Półwyspu Iberyjskiego. Widząc nieporadność i niezgodę pośród przywódców arabskich, wykorzystał sytuację i między 1090 a 1094 zajął Andaluzję. Nie odniósł jednak wielkich sukcesów w walce z wojskami chrześcijańskimi. Ibn Taszfin umarł w 1106, w wieku 97 lat.

### Rządy Alego ibn Jusufa
Po nim na tron wstąpił Ali ibn Jusuf. Choć początkowo udało mu się umocnić, a nawet poszerzyć granice państwa, natrafił w Hiszpanii na silny opór książąt chrześcijańskich, zaś w granicach własnego państwa doszło do konfliktów z innym plemieniem berberyjskim – Almohadów, wrogich doktrynie malikitów, którzy głosili świętą wojnę przeciw Almorawidom. W 1142, kiedy umarł Ibn Jusuf, tumulty wzniecane przez Almohadów osiągnęły punkt kulminacyjny. W 1145, jego następca, Taszfin ibn Ali zginął spadając z konia podczas ucieczki z pola bitwy niedaleko Oranu.

### Kres i dziedzictwo
W następnych latach panowało jeszcze dwóch władców z dynastii Almorawidów, ale nie posiadali oni już wcześniejszych wpływów. Wraz z podbiciem Marrakeszu w 1147 dobiegła końca dominacja Almorawidów w północnej Afryce. Almorawidzi przyczynili się znacząco do krzewienia w północnej Afryce tzw. wysokiej cywilizacji muzułmańskiej, w tym m.in. rozkwitu stylu andaluzyjskiego w architekturze i rzemiośle.

## Władcy z dynastii Almorawidów
- Jahja ibn Umar (?-1056)
- Abu Bakr ibn Umar (1056-1070, formalnie do 1087)

### Taszfinidzi
- Jusuf ibn Taszfin (1070-1106, formalnie od 1087)
- Ali ibn Jusuf (1106-1143)
- Taszfin ibn Ali (1143-1145)
- Ibrahim ibn Taszfin (1145)
- Ishak ibn Ali (1145-1147)